# Zorka Soukupová
Zora Soukupová rozená Kořánová (16. listopadu 1922 Berehovo – 15. března 1981 České Budějovice) byla česká akademická sochařka, etnografka, muzejnice, metodička a autorka odborných publikací. Pro Jihočeský kraj, především pro České Budějovice, kde žila i pracovala, je významná zásluhou své tvorby lidového umění, podpoře jihočeských folklórních souborů i řemesel.

## Život
Narodila se v podkarpatsko - ukrajinském městečku Berehovo 16. listopadu 1922. Do Čech přišla v dětství. Po maturitě v Kutné Hoře  byla učnicí v řezbářské dílně, a dva roky studovala na odborné keramické škole. Po uzavření školy za druhé světové války pracovala jako děvečka na statku, uklízečka ve vojenském lazaretu a dělnice v hrnčířské dílně.  Absolvovala sochařství na Vysoké škole uměleckoprůmyslové v Praze. Již v době studií se v Praze výrazně zapojovala do hnutí poválečného folklorismu. V 50. letech patřila mezi první členy Souboru písní a tanců Josefa Vycpálka. Zorka Soukupová byla velmi nadaná zpěvačka a stala se tak i sólistkou Státního souboru písní a tanců, kde se později seznámila se svým budoucím manželem Lubomírem Soukupem. V Českých Budějovicích pracovala v Jihočeském muzeu. Stala se z ní vášnivá sběratelka lidových zvyků, písní a tanců Jihočeského kraje.

### Život v Jižních Čechách

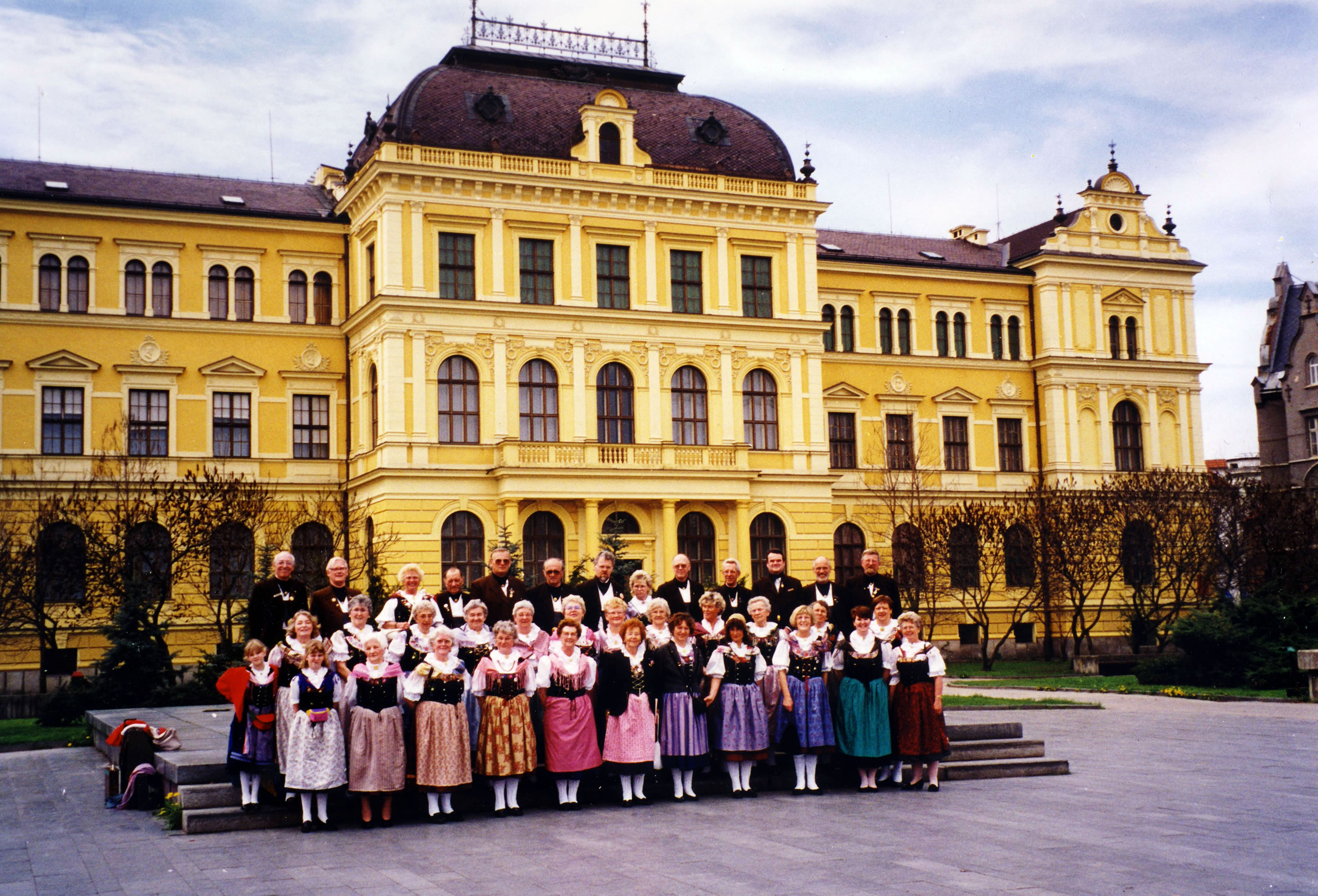
Jihočeské muzeum v Českých Budějovicích

Od druhé poloviny 50. let je její osobnost již trvale spjata s jihem Čech a Českými Budějovicemi, kam následovala svého muže, historika a rozhlasového redaktora Lubomíra Soukupa. Jan Chmelík ji popisuje takto: 
| „                         | “Soukupová měla ohromný dar přirozenosti. Tleskla si, juchla, povyskočila a přála si, aby jako ona cítila muziku, se s ní ztotožňovali i ti, které vedla a jimž v mnoha jihočeských souborech nezištně pomáhala a radila. Až se někdy zdálo, že její nároky jsou nad možnosti amatérů. Protože však byla lidsky velice srdečná a přátelská, věrnou službu folkloru dokázala vždy prosadit, ač někdy si pomohla i jadrným slovem. Pronesla ho ale takovým způsobem, že nikoho neurazila, naopak vzbudila veselí a v takové atmosféře docílila toho, co chtěla” | “ |
| — Českobudějovické listy. | |   |

 Kromě zpěvu se věnovala i vytváření keramických kreací, malířství či restaurování nábytku. V letech 1961-1975 byla etnografkou Jihočeského muzea v Českých Budějovicích, při něm založila regionální pobočku České národopisné společnosti při ČSAV a působila jako výkonná redaktorka Sborníčku prací členů národopisného kroužku. Stála u zrodu nejvýznamnějších jihočeských festivalů Doudlebsko tančí a zpívá (1958) a Jihočeských slavností ve Strakonicích (1955), které později přerostly v tradici mezinárodních dudáckých festivalů.

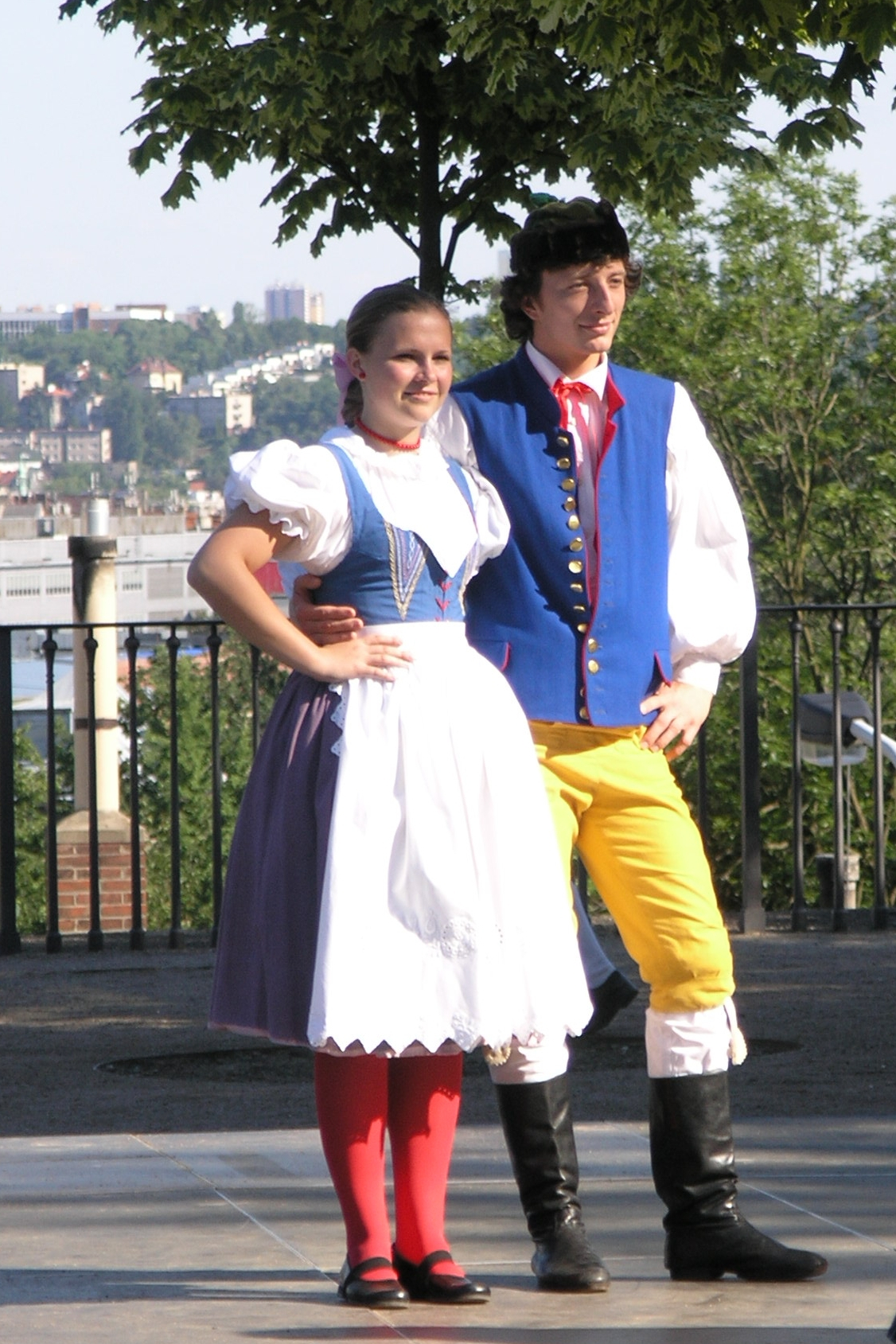
Ukázka kroje Souboru lidových písní a tanců z Jihočeského kraje

| „                  | Když jsem přišla natrvalo do Jižních Čech, začátkem roku 1955, soustředila jsem se na dva nejdůležitější úkoly: na sběr folklorního materiálu v terénu a na evidenci existujících souborů písní a tanců. Byla jsem totiž zaměstnána v Krajském domě osvěty a ta druhá část úkolu patřila do náplně mé práce. Souborů bylo u nás tenkrát jen sedm...Začaly soutěže LUT, pořádaly se pak krajské slavnosti písní a tanců ve Strakonicích, svolali jsme konferenci pro všechny soubory a zájemce o folklor v kraji, chystali národopisný bál a řadu školení. Soubor, který byl nejvíc “po ruce” a s jehož vedoucí Annou Hájkovou jsem se velmi brzy spřátelila, byl českobudějovický Úsvit. Hned ten můj “první jihočeský rok” vzali mne s sebou do májového průvodu, protože jít v něm jen bez kroje by mi připadalo nezvyklé-to jsem měla v sobě ještě z pražských průvodů s Vycpálkovým souborem písní a tanců a Čs. státním souborem písní a tanců. A hned jsme cestou kuli další plány. Protože jsem chtěla ostatním souborům na krajské konferenci ukázat kromě progresivních forem práce i bohatost jihočeského folklorního materiálu, nejstarší a nejhezčí jihočeské tance “kolečka”, požádala jsem Úsviťáky, zdali by mohli na ukázku nacvičit aspoň to, co jsme dosud o nich znali. Souhlasili, dali se nadšeně do nácviku a “už jim to zůstalo”. Moje spolupráce s Úsvitem se pak stala trvalou a po odchodu Anny Hájkové z Č. Budějovic už mi to všechno “spadlo na krk | “ |
| — Zorka Soukupová. | |   |

## Tvorba
Věnovala se i publikační činnosti. Napsala a spolupodílela se na mnoha publikacích, jako: Hry pro chvíle oddechu (1956), Jihočeská kolečka (1960?), Jihočeská lidová architektura (1966), Jihočeské tance (1979), Lidové pečivo z Jižních Čech (1984), Lidový nemalovaný nábytek (1977), Motivy lidových výšivek z Jižních Čech pro potřeby lidové umělecké tvořivosti (1976) nebo Oblečení pro jihočeské soubory písní a tanců (1974).

## Ocenění
Zorce Soukupové se dostalo několika významných uznání. Ministr kultury ji v roce 1978 jmenoval zasloužilou pracovnicí v kultuře, také byla nositelkou Čestného odznaku jako členka BSP KKS v Českých Budějovicích a obdržela medaili ÚV KSČ jako ocenění zásluh o lidovou kulturu jižních Čech a její rozvíjení.